# Colline fortifiée de Kuivaketvele
La colline fortifiée de Kuivaketvele (finnois : Kuivaketveleen linnavuori) est une colline fortifiée située à Taipalsaari en Finlande,.

## L'ancien fort
La colline fortifiée de Kuivaketveele située à 6,5 km au sud-est de l'église de Taipalsaari, est l'ancien fort le plus impressionnant de Carélie du Sud.
Sur la côte nord-est de l'île de forme allongée se trouve une colline ceinturée à l'ouest par une falaise.
La colline s'élève à environ 40 mètres au-dessus du lac Saimaa. Sur son versant sud-est, un mur en pierre traverse la colline rocheuse.
Le mur et les falaises d'environ 30 à 40 mètres de long, renferment un espace d'environ un acre.
Le mur en pierre est mal conservé et ne dépasse pas un demi-mètre.
La colline surplombe l'archipel du lac  Saimaa,,,.

## Étude archéologique
Une étude archéologique réalisée sur Linnavuori permet de dater le site approximativement a  l’âge des Vikings. 
Le peuplement de l'âge du fer à Taipalsaari est attesté par les cimetières de Vammonniemi et Mammonniemi de l'âge des Vikings, où les cendres et les sépultures des défunts sont cachées dans des cavernes ou des rochers .